# Pittore della Fonderia
Pittore della Fonderia (fl. V secolo a.C.) è il nome convenzionale assegnato ad un ceramografo attico che lavorava usando la tecnica della ceramica a figure rosse; il nome utilizzato fa riferimento alla sua opera più famosa, la coppa F2294, conservata presso l'Altes Museum in Berlino..

## Attività
Con diversi altri ceramografi, come il Pittore di Briseide o il Pittore della Dokimasia, lavorò nella bottega di uno dei principali ceramografi attici, il Pittore di Brygos e in qualche punto della sua vita collaborò con Onesimo. 
Gli sono attribuiti oltre cinquanta lavori, quasi tutti provenienti dall'Etruria, eccetto per un paio ritrovati ad Atene. Nel suo repertorio rappresenta spesso la vita quotidiana, in particolare di atleti e di soldati, ed è specialmente importante per la rappresentazione delle tecniche degli artigiani. Per un esempio un suo vaso, ora esposto al Museo dell'olivo e dell'olio a Torgiano, ritrae uno scultore al lavoro osservato dalla dea Atena.

## La coppa della fonderia
Il suo lavoro più famoso è la kylix esposta all'Altes Museum in Berlino, in precedenza parte della collezione Antikensammlung Berlin. Il suo esterno illustra le fasi principali dell'esecuzione di una grande statua in bronzo e mostra il procedimento a cera perduta, allora in uso per la fusione delle statue. Questa coppa è una delle poche fonti sulle tecniche antiche di lavorazione del metallo. L'interno presenta il dio Efesto seduto mentre rifinisce con il martello l'elmo di Achille. La nereide Teti, madre dell'Eroe, esamina lo scudo e la lancia. Teti, che aveva raccolto Efesto precipitato appena nato dalla madre Era nell'Oceano per via della sua bruttezza, chiede al dio di preparare delle armi che possano proteggere suo figlio Achille dalla morte profetizzata da Calcante.

## Galleria d'immagini

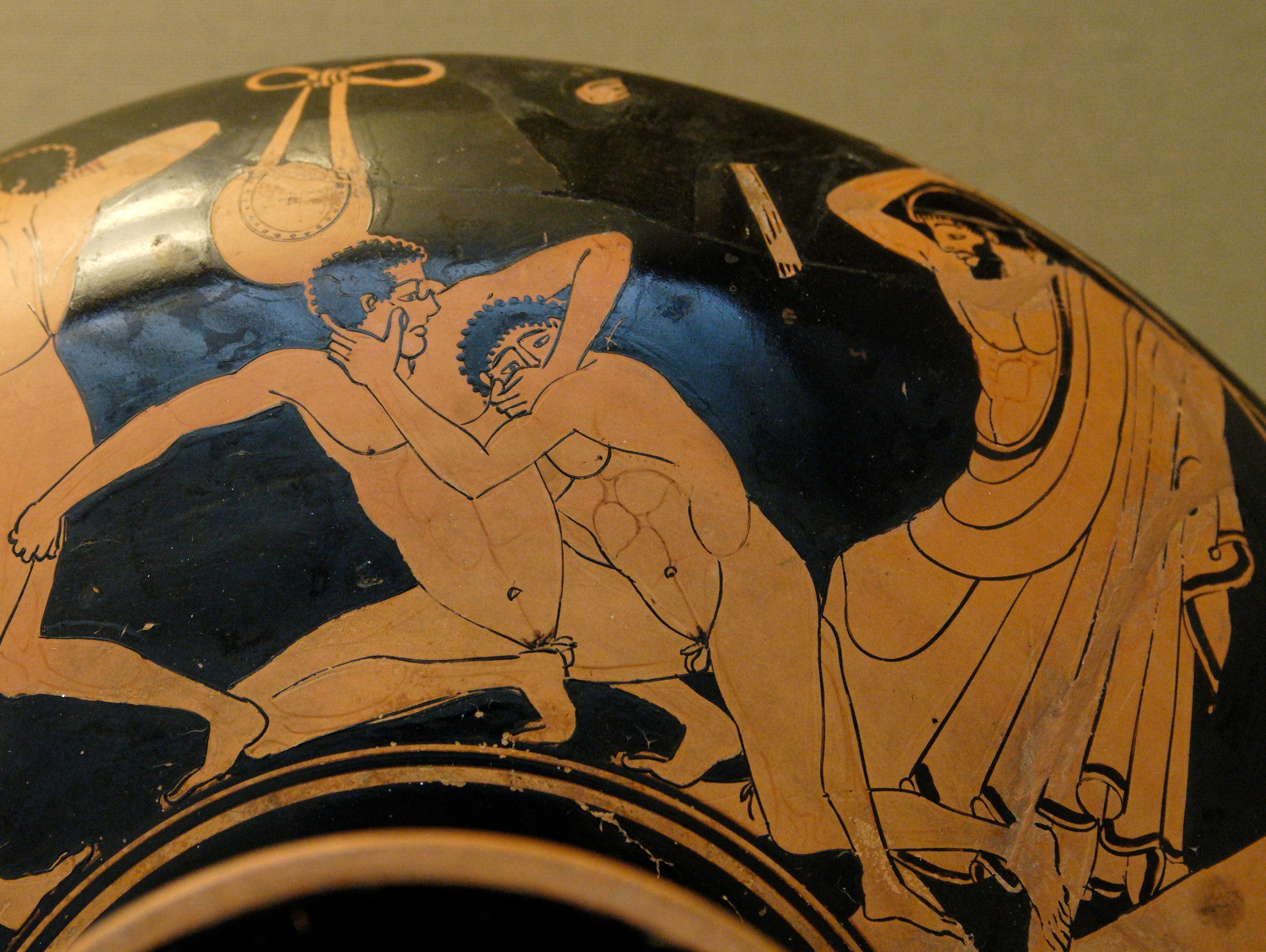
Coppa decorata con lottatori di pancrazio, risalente a circa. 480 a.C. e conservata al British Museum.
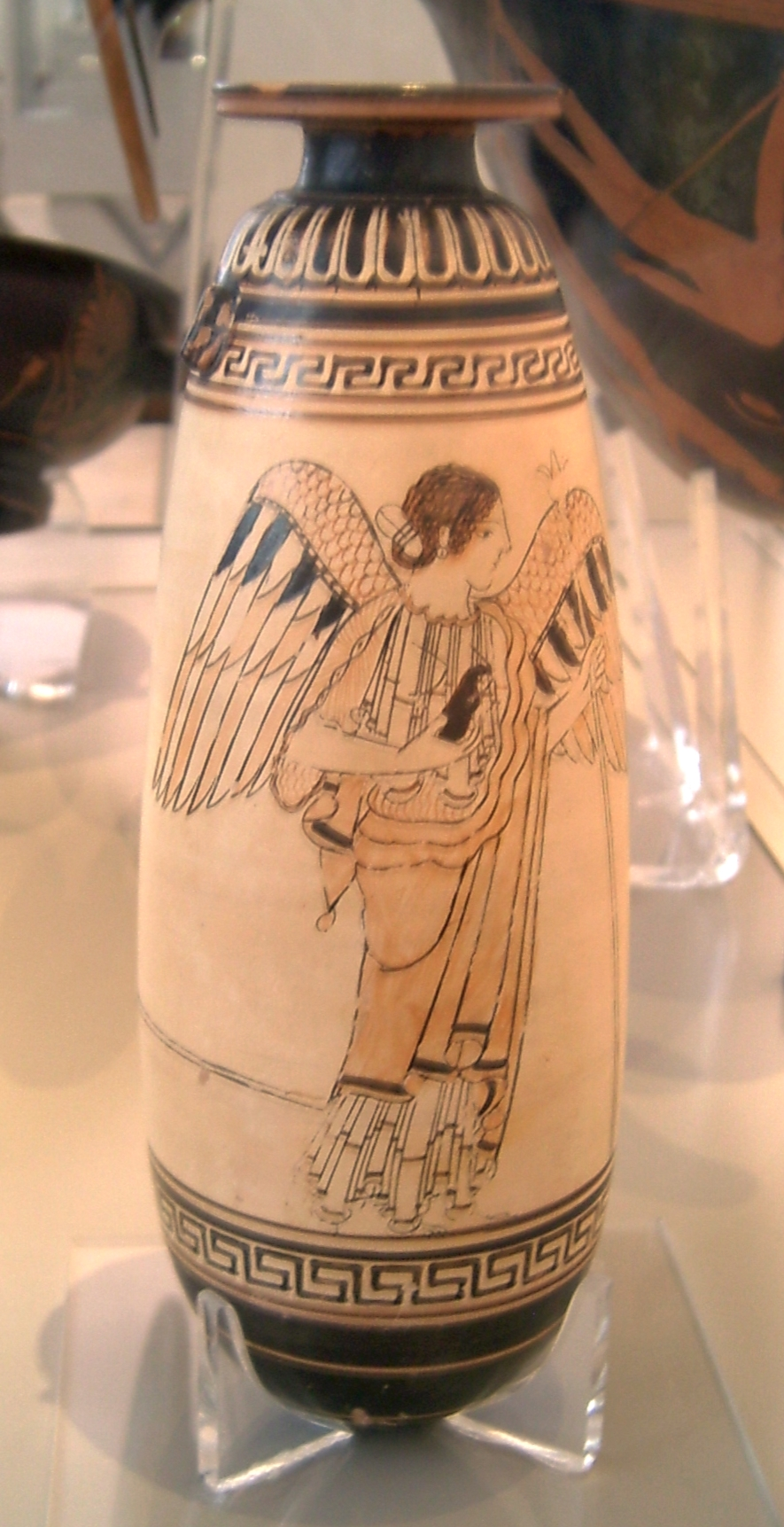
Alabastron realizzato con la tecnica a fondo bianco e decorato con Nike e un atleta, circa 480 a.C., trovato a Tanagra. Conservato all'Altes Museum, Berlino.
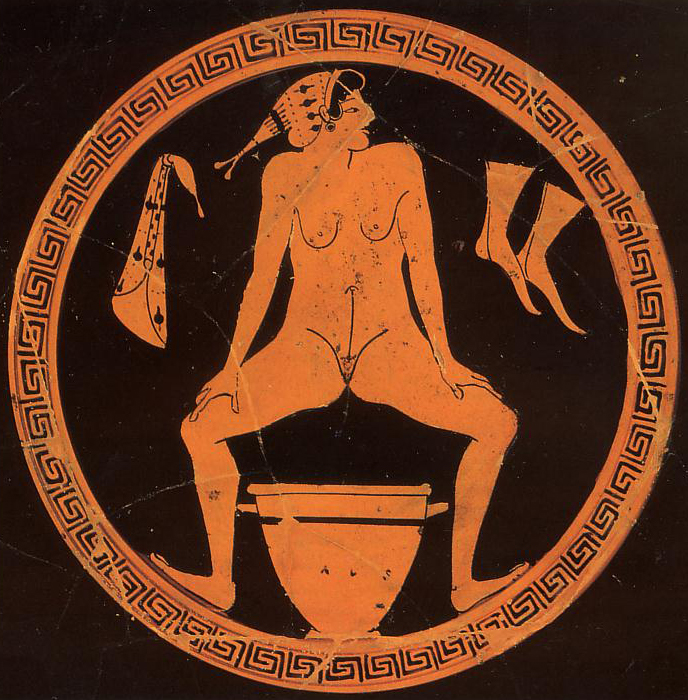
Etera che urina in un vaso: tondo sul fondo di un kylix, risalente a circa il 480 a.C., Altes Museum.